# Karel Burkert
Pour les articles homonymes, voir Burkert.
Karel Burkert (né le 1er décembre 1909 et mort le 26 mars 1991) était un joueur international de football tchécoslovaque.

## Biographie
Durant sa carrière, il jouait dans le club tchèque du SK Židenice lorsqu'il fut appelé pour participer à la coupe du monde 1938 en France, où son équipe parvient jusqu'en quarts-de-finale.